# Eristalinus obliquus
Eristalinus obliquus là một loài ruồi trong họ Ruồi giả ong (Syrphidae). Loài này được Wiedemann mô tả khoa học đầu tiên năm 1824. Eristalinus obliquus phân bố ở vùng Bengal